# Thomas Woodhouse
Pour les articles homonymes, voir Woodhouse.
Thomas Woodhouse (1535 - 19 juin 1573) est un prêtre anglais martyr. Les jésuites le comptent aussi comme un des leurs.

## Sa vie
On ne sait que peu de choses sur sa vie avant son ordination comme prêtre catholique. Après avoir reçu le sacrement de l'ordre en 1558 - ordination qu'il peut recevoir en Angleterre étant alors pour peu de temps encore sous le règne de Marie Ire d'Angleterre — il se met au service des catholiques du comté de Lincoln. Lorsque la persécution des catholiques reprend après l'accession au trône d'Elizabeth Ier, il se cache au Pays de Galles, travaillant officiellement comme tuteur et enseignant tout en exerçant sa fonction de prêtre.
Il est arrêté le 14 juillet 1561,. Etant prêtre catholique et refusant de prêter serment à la nouvelle reine, il séjourne les douze années suivantes dans la prison de Fleet à Londres. Dans sa prison, il est relativement bien traité. Il travaille auprès des prisonniers librement. Il écrit même au provincial des Jésuites d'Angleterre pour être admis dans la Congrégation. Il est accepté sans néanmoins pouvoir faire son noviciat ni prononcer des vœux. Les jésuites le considèrent désormais comme un des leurs.
La pression avec le temps finit par s'accroître. Les autorités cherchent à le faire abjurer sa foi catholique, au mieux à la faire taire. Non seulement il tient bon mais aussi se montre provoquant quitte à passer pour un fou (Il ne cesse de demander haut et fort que la reine demande pardon au Pape pour sa désobéissance). Il publie de nombreux pamphlets adressés à l'etablishment de l'époque invitant à se convertir à la foi catholique. Il est finalement jugé et condamné pour haute trahison en avril 1573. Il subit le supplice réservé aux traîtres à savoir pendaison, éviscération et écartèlement.

## Sa vénération
Thomas Woodhouse est vénéré dans l'Église catholique romaine comme martyr et a été béatifié par le pape Léon XIII le 9 décembre 1886. Il est compté parmi quarante et un autres martyrs béatifiés comme lui par Léon XIII. Sa mémoire est fixée le 19 juin.